# 112
El año 112 (CXII) fue un año bisiesto comenzado en jueves del calendario juliano, en vigor en aquella fecha.
En el Imperio romano el año fue nombrado el del consulado de Trajano y Cornelio o menos comúnmente, como el 865 ab urbe condita, siendo su denominación como 112 a principios de la Edad Media, al establecerse el Anno Domini.

## Acontecimientos
- El arquitecto Apolodoro de Damasco concluye la construcción del Foro de Trajano.
- Plinio el joven escribe una carta al emperador Trajano donde se contiene el primer análisis pagano acerca del cristianismo.

## Fallecimientos
- Plinio el Joven, escritor, abogado y científico de la Antigua Roma.